# Taceno
Taceno (lombardul: Tasen) település Olaszországban, Lombardia régióban, Lecco megyében. Lakosainak száma 568 fő (2023. január 1.). Taceno Casargo, Cortenova, Esino Lario, Margno, Parlasco, Bellano és Crandola Valsassina községekkel határos.

## Népesség
A település lakossága az elmúlt években az alábbi módon változott:
| Lakosok száma | 536  | 535  | 568  |
|               | 2017 | 2018 | 2023 |